# Parornix incerta
Parornix incerta är en fjärilsart som beskrevs av Paolo Triberti 1982. Parornix incerta ingår i släktet Parornix och familjen styltmalar.
Artens utbredningsområde är Spanien. Inga underarter finns listade i Catalogue of Life.